# 卡本代爾 (伊利諾伊州)
卡本代爾（英語：Carbondale）是一個位於美國伊利諾伊州傑克遜縣的城市。

## 地理
卡本代爾的座標為37°43′35″N 89°13′13″W / 37.72639°N 89.22028°W，而該地的平均海拔高度為126米（即413英尺）。

## 人口
根據2010年美國人口普查的數據，卡本代爾的面積為45.79平方千米，當中陸地面積為45.68平方千米，而水域面積為0.11平方千米。當地共有人口25902人，而人口密度為每平方千米565.67人。